# Лей Тінцзє
Лей Тінцзє (кит. спр. 雷挺婕, піньїнь: Lei Tingjie; нар. 13 березня 1997) — китайська шахістка, гросмейстер від 2017 року. Чемпіонка Китаю 2017 року.
У складі збірної Китаю переможниця  командного чемпіонату світу 2019 року.
Її рейтинг станом на березень 2020 року — 2505 (12-те місце у світі, 4-те — серед шахісток Китаю).

## Кар'єра
2014 року виграла 4-й China Women Masters Tournament в Усі, випередивши на тай-брейку Цзюй Веньцзюнь і ФІДЕ удостоїла її звання гросмейстера серед жінок. 2015 року виграла жіночий турнір Moscow Open, випередивши чемпіонку світу серед юніорів Олександру Горячкіну. Взяла участь у Чемпіонаті світу серед жінок 2015 за олімпійською системою, де в 2-му раунді поступилась рейтинговій фаворитці Гампі Конеру. У грудні 2015 року поділила 1-5-те місце з Олександром Зубарєвим, Олександром Бортником, Юре Скоберне і Максіміліаном Нефом на 32-му Böblingen International Open, набравши 7 очок у 9 партіях.
2016 року зіграла за китайську збірну, яка здобула золото в жіночій дисципліні Кубку азійських націй у Дубаї. У березні 2017 року удостоєна звання повного гросмейстера. У червні виграла 6-й Chinese Women's Masters Tournament в Усі, попереду чемпіонки світу Тань Чжун'ї. У грудні здобула срібну медаль на жіночому чемпіонаті світу зі швидких шахів у Ер-Ріяді.
У січні 2018 року виграла 43-й Sevilla International Chess Open.
У березні 2019 року у складі збірної Китаю стала переможницею командного чемпіонату світу, що проходив в Астані. Крім того, набравши 87,5 % можливих очок, китаянка посіла 1-ше місце серед шахісток, які виступали на четвертій шахівниці.
У січні 2020 року Лей Тінцзє посіла 2-ге у заліку серед жінок на турнірі «Gibraltar Chess Festival 2020». Її результат 6½ очок з 10 можливих (+4-1=5).

## Зміни рейтингу
| На цьому місці має відображатися графік чи діаграма, однак з технічних причин його відображення наразі вимкнено. Будь ласка, не видаляйте код, який викликає це повідомлення. Розробники вже працюють для того, щоби відновити штатне функціонування цього графіка або діаграми. | |
| | На цьому місці має відображатися графік чи діаграма, однак з технічних причин його відображення наразі вимкнено. Будь ласка, не видаляйте код, який викликає це повідомлення. Розробники вже працюють для того, щоби відновити штатне функціонування цього графіка або діаграми. |